# ELOA
El polipéptido 3 del factor B de elongación de la transcripción es una proteína que en humanos está codificada por el gen TCEB3 .
Este gen codifica la proteína elongina A, que es una subunidad del complejo del factor de transcripción B (SIII). El complejo SIII está compuesto por elonginas A / A2, B y C. Activa el alargamiento por la ARN polimerasa II suprimiendo la pausa transitoria de la polimerasa en muchos sitios dentro de las unidades de transcripción. La elongina A funciona como el componente transcripcionalmente activo del complejo SIII, mientras que las elonginas B y C son subunidades reguladoras. La elongina A2 se expresa específicamente en los testículos y es capaz de formar un complejo estable con las elonginas B y C. La proteína supresora de tumores de von Hippel-Lindau se une a las elonginas B y C y, por lo tanto, inhibe la elongación de la transcripción..